# Гомосексуальная проституция
Гомосексуальная проституция — оказание сексуальных услуг лицам своего пола — мужчинами мужчинам или женщинами женщинам. При таком рассмотрении сексуальная ориентация как клиентов, так и проститутов не принимается во внимание, и может быть как гомо-, так би- или гетеросексуальной. Таким образом, слово «гомосексуальная» здесь указывает на гомосексуальное поведение, а не на гомосексуальную ориентацию.
Наибольшее распространение получила мужская гомосексуальная проституция. В отдельные исторические периоды (в частности в Древнем Риме) этот вид проституции являлся преобладающим. Лесбийская проституция практически не изучена.